# Solanum aculeolatum
Solanum aculeolatum är en potatisväxtart som beskrevs av Martin Martens och Henri Guillaume Galeotti. Solanum aculeolatum ingår i släktet skattor som ingår i familjen potatisväxter. Inga underarter finns listade i Catalogue of Life.